# Pérouges
Pérouges – miejscowość i gmina we Francji, w regionie Owernia-Rodan-Alpy, w departamencie Ain.

## Demografia
Według danych na styczeń 2012 roku gminę zamieszkiwały 1243 osoby, a gęstość zaludnienia wynosiła 65,5 osób/km².

## Galeria

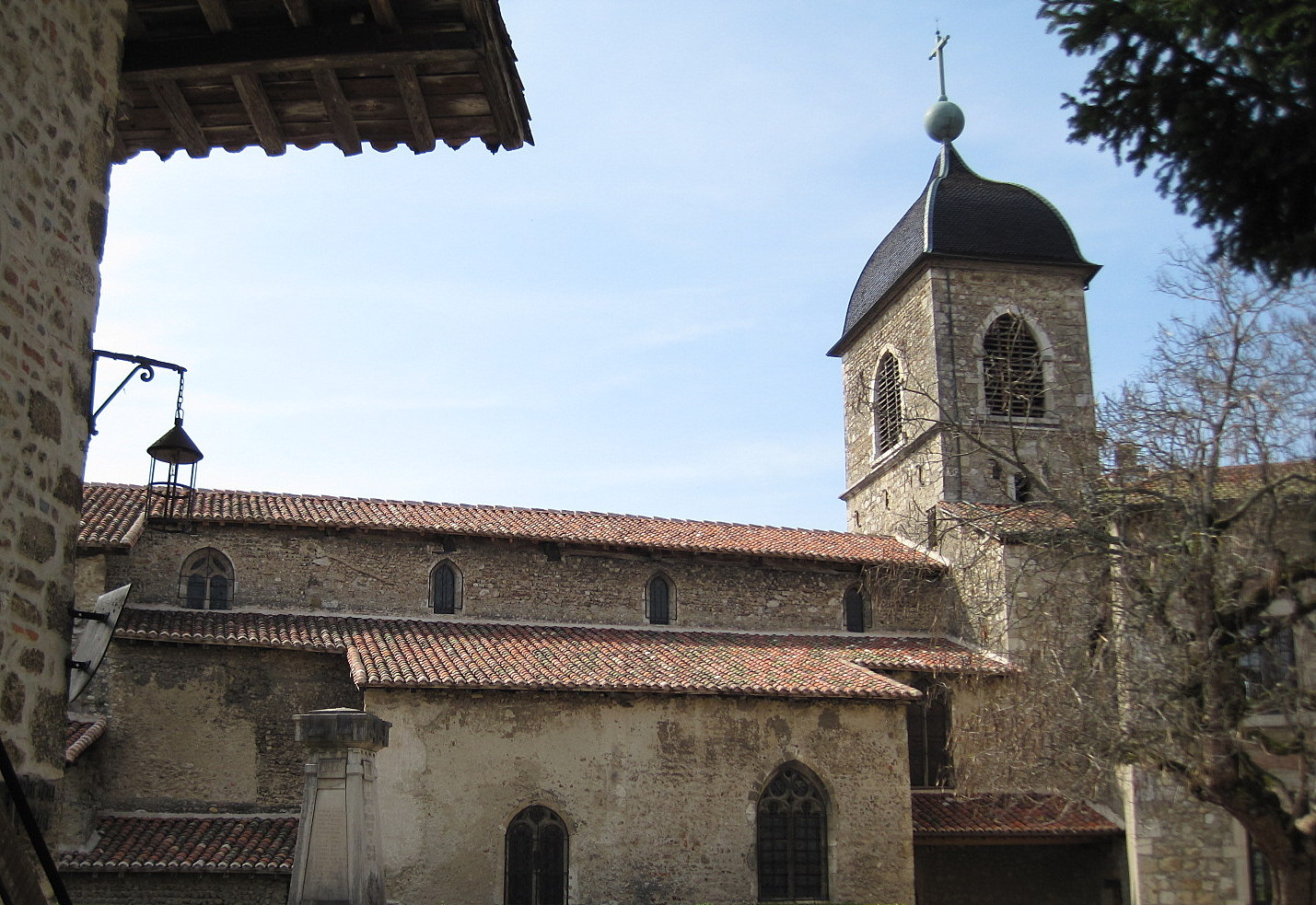
Kościół św. Marii Magdaleny (2010 r.)
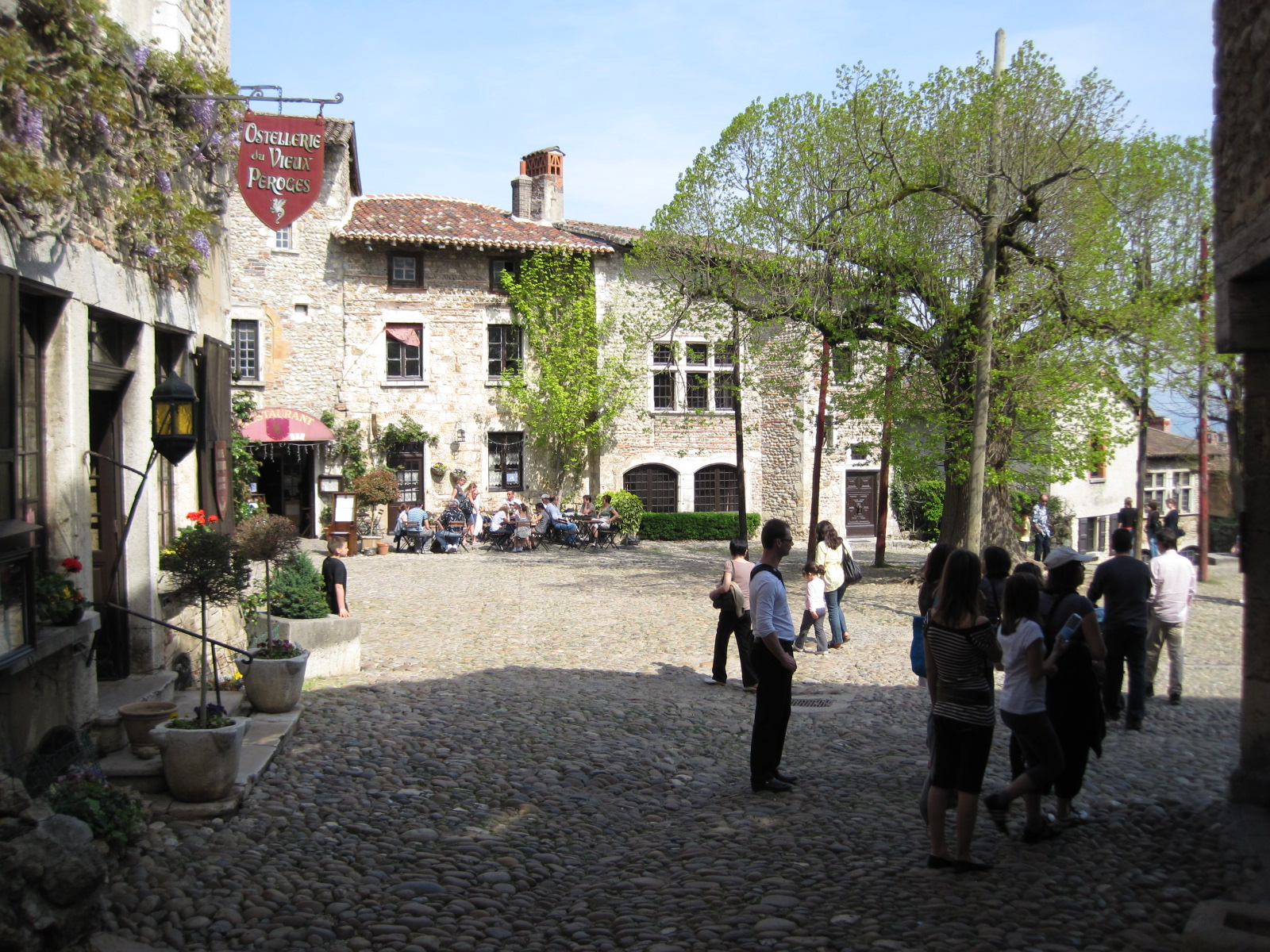
Rynek (2010 r.)
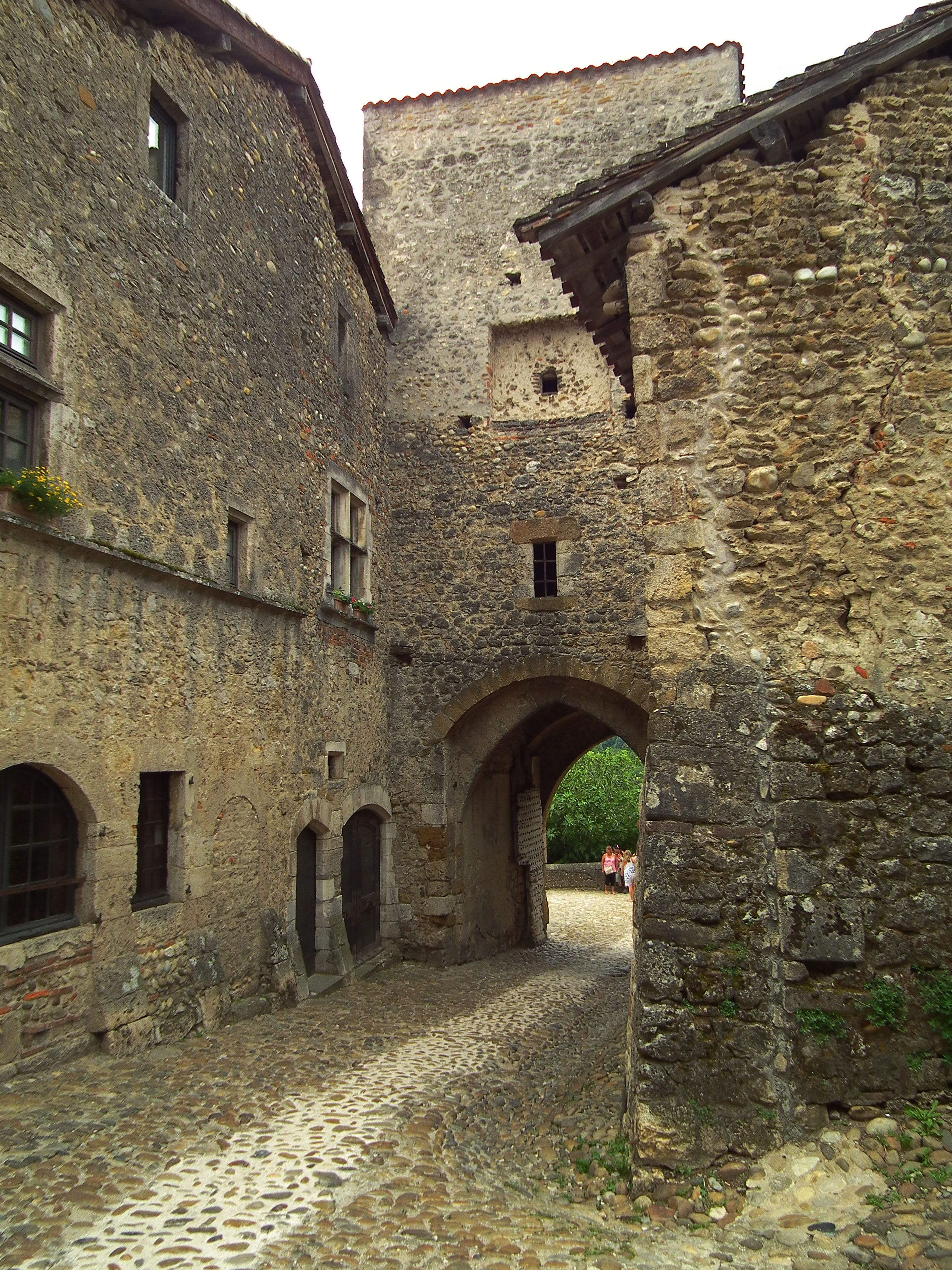
Zabytkowa Brama (2011 r.)